# Eliteserien (Schach) 2012/13
Die Eliteserien 2012/13 war die siebte Spielzeit der norwegischen Eliteserien im Schach.
Norwegischer Mannschaftsmeister wurde zum vierten Mal in Folge die Oslo Schakselskap, die nur ein einziges Unentschieden abgab. Aus der 1. divisjon waren im Vorjahr die Black Knights Oslo und die Trondheim Sjakkforening aufgestiegen. Während die Black Knights den Klassenerhalt erreichten, musste Trondheim auch im vierten Anlauf direkt wieder absteigen. Rein sportlich wäre wie im Vorjahr der Akademisk Sjakklubb Oslo zweiter Absteiger gewesen, und durch den Rückzug des Kristiansund SK blieb ihnen erneut der Abstieg erspart.
Zu den gemeldeten Mannschaftskadern der teilnehmenden Vereine siehe Mannschaftskader der Eliteserien (Schach) 2012/13.

## Spieltermine
Die Wettkämpfe fanden statt am 2., 3. und 4. November 2012, 11., 12. und 13. Januar, 5., 6. und 7. April 2013. Alle Wettkämpfe wurden zentral in Oslo ausgerichtet.

## Saisonverlauf
Die Oslo Schakselskap war eine Klasse für sich und stand schon vor der letzten Runde als Meister fest.
Spannend verlief hingegen der Abstiegskampf, vor der Schlussrunde waren nach sieben der zehn Mannschaften abstiegsgefährdet. Durch ihre Niederlagen landeten der Akademisk Sjakklubb Oslo und die Trondheim Sjakkforening auf den beiden letzten Plätzen.

## Abschlusstabelle
| Pl. | Verein                      | Sp | G | U | V | MP   | Brett-P.  |
| --- | --------------------------- | -- | - | - | - | ---- | --------- |
| 01. | Oslo Schakselskap (M)       | 9  | 8 | 1 | 0 | 17:1 | 34,5:19,5 |
| 02. | Schakklubben av 1911        | 9  | 5 | 3 | 1 | 13:5 | 30,5:23,5 |
| 03. | Kristiansund SK             | 9  | 5 | 2 | 2 | 12:6 | 32,5:21,5 |
| 04. | Moss Schakklub              | 9  | 3 | 2 | 4 | 8:10 | 27,0:27,0 |
| 05. | SOSS Selvaagbygg            | 9  | 2 | 4 | 3 | 8:10 | 26,5:27,5 |
| 06. | Bergens Schakklub           | 9  | 3 | 2 | 4 | 8:10 | 25,0:29,0 |
| 07. | Asker Schakklubb            | 9  | 2 | 3 | 4 | 7:11 | 25,5:28,5 |
| 08. | Black Knights Oslo (N)      | 9  | 2 | 2 | 5 | 6:12 | 25,5:28,5 |
| 09. | Akademisk Sjakklubb Oslo    | 9  | 2 | 2 | 5 | 6:12 | 23,5:30,5 |
| 10. | Trondheim Sjakkforening (N) | 9  | 2 | 1 | 6 | 5:13 | 19,5:34,5 |

## Entscheidungen
|     | Norwegischer Meister: Oslo Schakselskap                                                       |
|     | Absteiger in die 1. divisjon: Kristiansund SK (freiwilliger Rückzug), Trondheim Sjakkforening |
| (M) | Meister der letzten Saison                                                                    |
| (N) | Aufsteiger der letzten Saison                                                                 |

## Kreuztabelle
| Ergebnisse | Ergebnisse               | 01. | 02. | 03. | 04. | 05. | 06. | 07. | 08. | 09. | 10. |
| ---------- | ------------------------ | --- | --- | --- | --- | --- | --- | --- | --- | --- | --- |
| 01.        | Oslo Schakselskap        |     | 3½  | 3½  | 3½  | 3½  | 5   | 3   | 4   | 3½  | 5   |
| 02.        | Schakklubben av 1911     | 2½  |     | 3½  | 3½  | 3   | 4½  | 3½  | 4   | 3   | 3   |
| 03.        | Kristiansund SK          | 2½  | 2½  |     | 3   | 4   | 5   | 4   | 3   | 4   | 4½  |
| 04.        | Moss Schakklub           | 2½  | 2½  | 3   |     | 2   | 3   | 3½  | 3½  | 2   | 5   |
| 05.        | SOSS Selvaagbygg         | 2½  | 3   | 2   | 4   |     | 2½  | 3   | 3   | 3   | 3½  |
| 06.        | Bergens Schakklub        | 1   | 1½  | 1   | 3   | 3½  |     | 3   | 2½  | 4½  | 5   |
| 07.        | Asker Schakklubb         | 3   | 2½  | 2   | 2½  | 3   | 3   |     | 3½  | 4   | 2   |
| 08.        | Black Knights Oslo       | 2   | 2   | 3   | 2½  | 3   | 3½  | 2½  |     | 4½  | 2½  |
| 09.        | Akademisk Sjakklubb Oslo | 2½  | 3   | 2   | 4   | 3   | 1½  | 2   | 1½  |     | 4   |
| 10.        | Trondheim Sjakkforening  | 1   | 3   | 1½  | 1   | 2½  | 1   | 4   | 3½  | 2   |     |

## Die Meistermannschaft
| 1.            | Oslo Schakselskap |
| Schachfiguren | Jon Ludvig Hammer, Simen Agdestein, Nicolai Getz, Andreas Moen, Kristian Trygdstad, Ørnulf Stubberud, Emanuel Berg, Einar Gausel, Atle Grønn, Roar Elseth, Ole Christian Moen, Olha Dolschykowa, Mats Persson, Lars Oskar Hauge. |